# نارنغان (غهرة)
نارنغان (بالفارسية: نارنگان) هي قرية تقع في إيران في قسم غهرة الريفي. يقدر عدد سكانها بـ 18 نسمة بحسب إحصاء 2016.